# Agué (loá)
Agué (Agwé), no vodu haitiano, é um loá que governa o mar, peixes e plantas aquáticas, bem como o loa padroeiro dos pescadores e marinheiros. Ele é considerado ser casado com Erzulie Freda e Sereia (La Sirene).
Em seu aspecto Radá ele é chamado de Met Agwe Tawoyo e é concebido como um homem bonito de raça mista com olhos verdes, ele é muitas vezes imaginado vestindo um uniforme de oficiais da Marinha. Ele é considerado um cavalheiro que impõe respeito e incorpora vários ideais de masculinidade, incluindo a bravura, a reserva e disposição. Suas cores são branco, azul e, ocasionalmente, marrom.
Ele passa por vários títulos, incluindo "The Angel in the Mirror" e "The Tadpole in the Pond".